# Jacob Degen
Jacob Degen född 1761 i Basel död 1848, var en urmakare och pionjär inom aerodynamiken.
Degen började i slutet av 1700-talet experimentera med en apparat som kunde flyga. Han byggde en modell stor nog att bära en människa 1808. Flygapparaten hade stora hjärtformade vingar. Hela bärytan på vingarna bestod av klaffar som kunde öppnas och stängas med hjälp av linor. Piloten var placerad i en trapesliknande anordning under vingen och med hjälp av drag eller ryck i apparatens 512 linor från klaffarnas undersida och 320 linor från ovansidan kunde apparaten lätta från marken. Under ett flygförsök i Spanska ridskolans lokaler lyckades man få apparaten att nå byggnades 15 meter höga tak med 25 vingslag.